# Ehemalige Kapelle (Breidenstein)

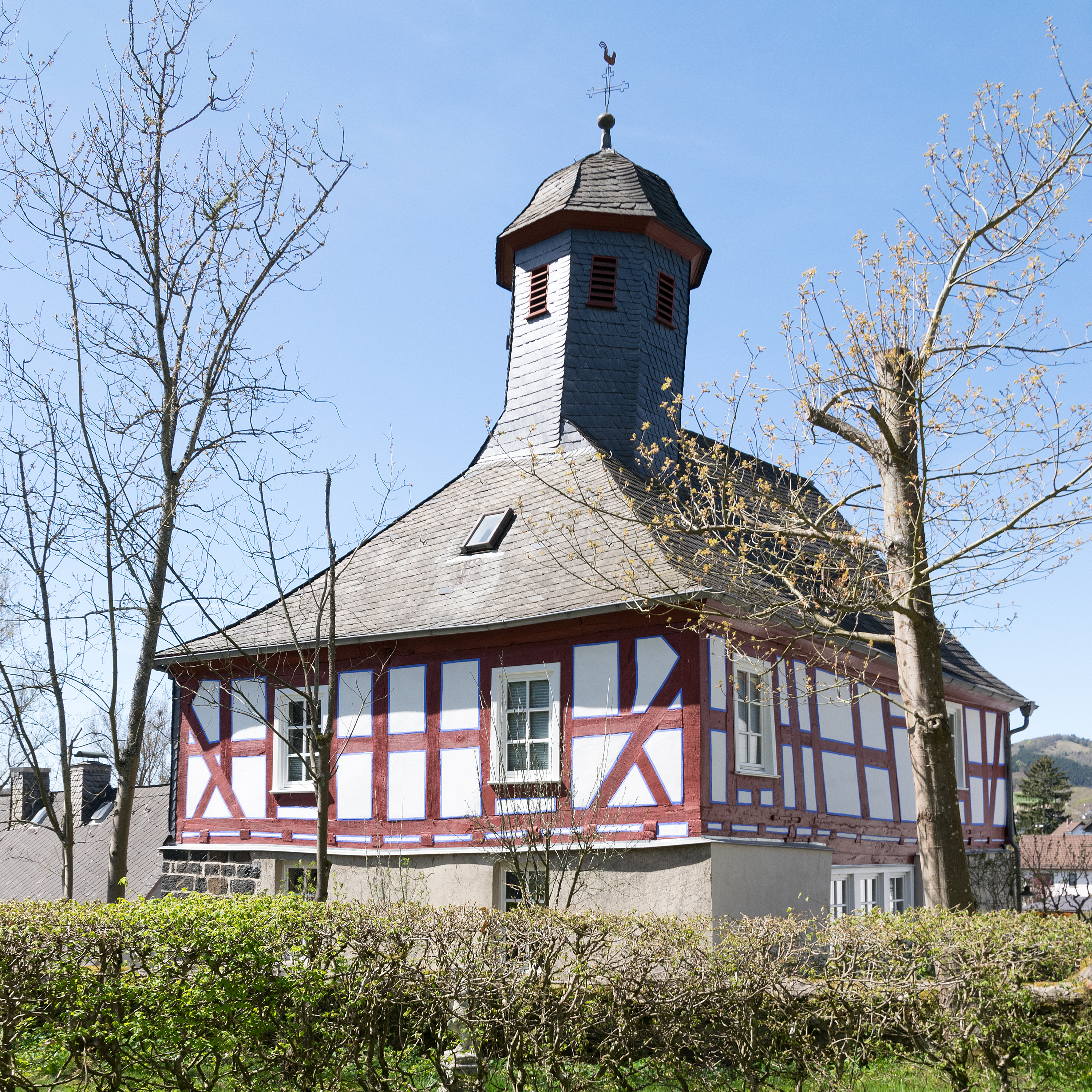
Ehemalige Kapelle Breidenstein

Die ehemalige Kapelle Breidenstein steht unmittelbar vor dem unteren Schloss in Breidenstein, einem Ortsteil der Stadt Biedenkopf im Landkreis Marburg-Biedenkopf von Hessen. 

## Beschreibung
Die ehemalige Kapelle wurde 1592 gebaut. Sie wurde zwischen 1789 und 1792 durchgreifend erneuert und 1982 zum Wohngebäude umgebaut. Das Gebäude steht nach wie vor unter Denkmalschutz. Der trapezförmige Grundriss des Gebäudes hat ein Obergeschoss aus Holzfachwerk und hat ein schiefergedecktes Satteldach, das im Osten, unterhalb des Dachreiters, abgewalmt ist. Auf dem achtseitigen Dachreiter sitzt eine Haube.